# Hohenbrand (Apfeldorf)
Hohenbrand ist ein Gemeindeteil von Apfeldorf im oberbayerischen Landkreis Landsberg am Lech. 

## Geografie
Die Einöde liegt circa drei Kilometer südlich von Apfeldorf, östlich befindet sich das Landschaftsschutzgebiet Breites Moos.

## Ortsname
Der Name leitet sich von einer hoch gelegenen Brandrodung ab.